# دهه ۸۳۰ (پیش از میلاد)
دهه ۸۳۰ (پیش از میلاد) ۸۳مین دهه قبل از مبدا شروع تقویم میلادی است.